# Brilon-Wald

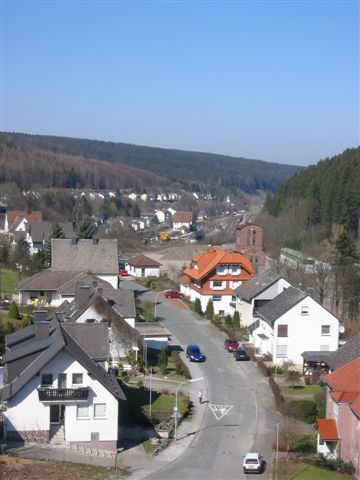
Brilon-Wald

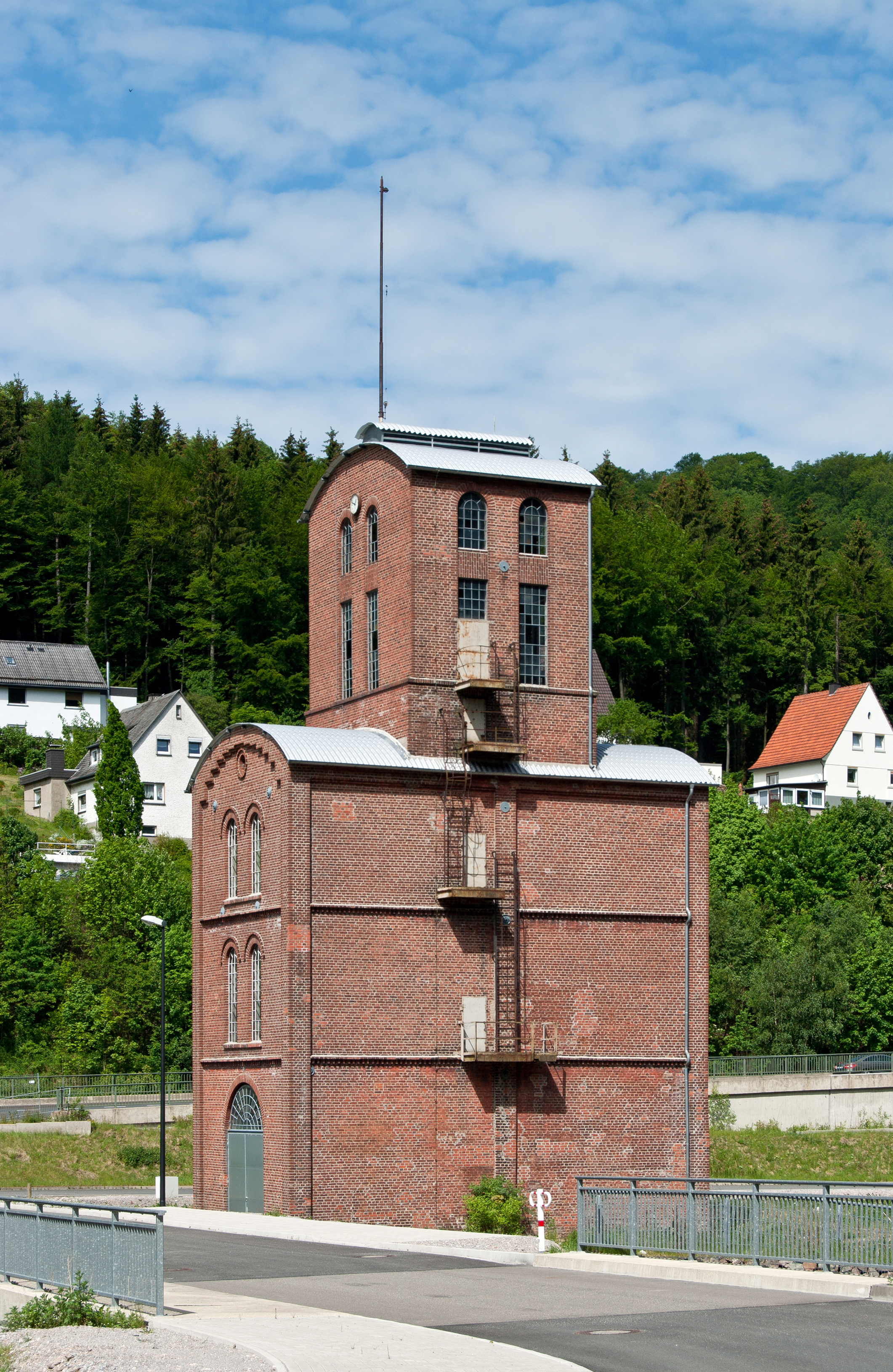
Essigturm auf dem ehemaligen Industriegebiet

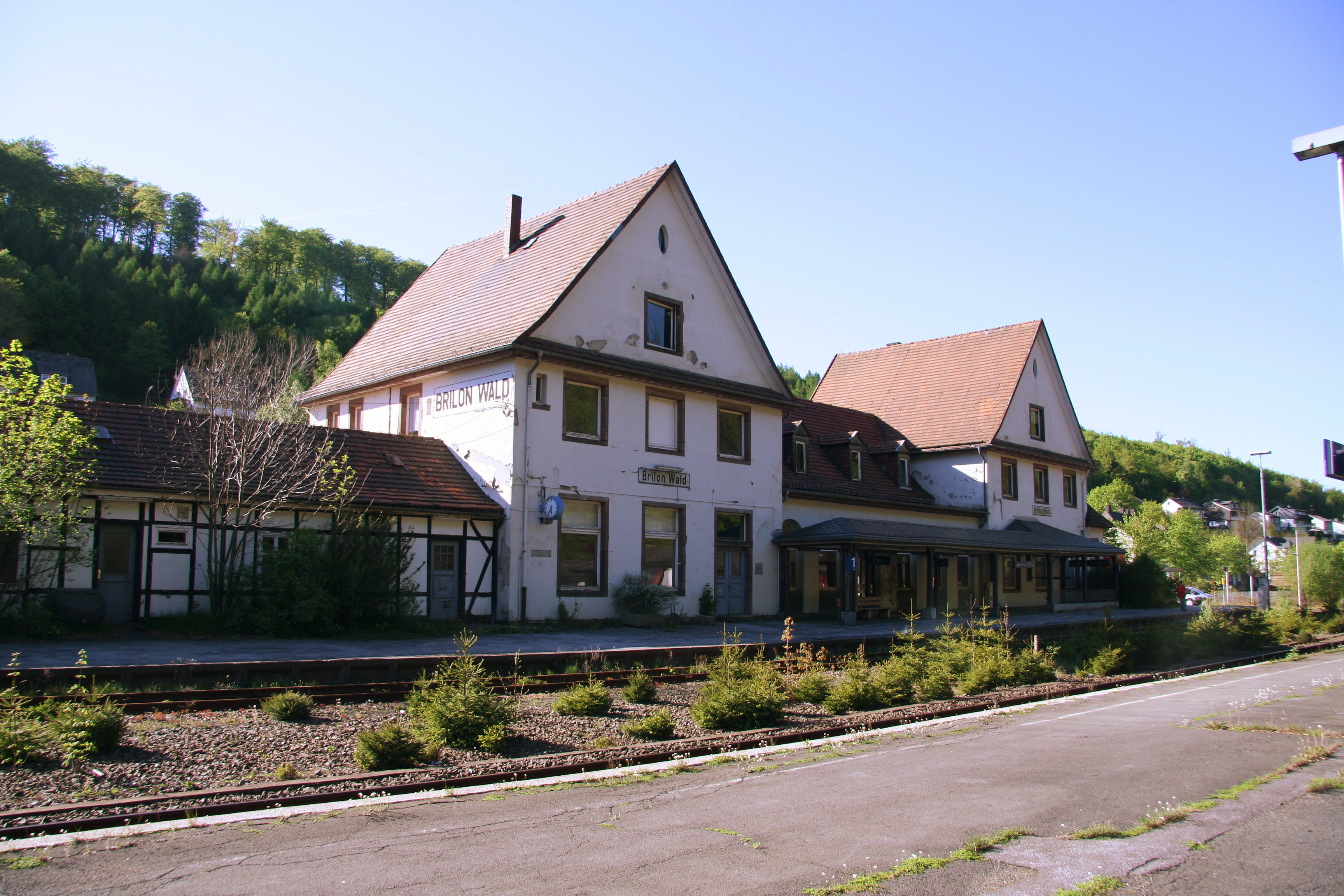
Bahnhof Brilon Wald

Brilon-Wald ist der südlichste Stadtteil von Brilon im Hochsauerlandkreis im östlichen Nordrhein-Westfalen (Deutschland). Er entstand zum Ende des 19. Jahrhunderts unter dem Einfluss des Baus der Oberen Ruhrtalbahn von Hagen nach Warburg. Am 31. Dezember 2021 lebten im Ort 452 Einwohner.

## Geographische Lage
Brilon-Wald liegt langgestreckt zwischen Brilon im Norden und dem hessischen Willingen im Süden unmittelbar nördlich der Einmündung der Schmala in die Hoppecke, die in Süd-Nord-Richtung durch das Dorf fließt. Es ist von Brilon rund 5,5 km entfernt und befindet sich etwa zwischen 440 und 500 m ü. NHN.
Die Ortschaft Brilon-Wald erstreckt sich am unteren Osthang des Ginsterkopfes (663,3 m) sowie südöstlich des Habbergs (653,3 m) und des Juden (633,2 m); über die drei Berge verläuft die Rhein-Weser-Wasserscheide. Nordöstlich erhebt sich der Hammerkopf (543,9 m), östlich die Kreuz Habuche (691,2 m), südöstlich der Hüttenkopf (689,9 m) und südlich der Rehkopf (674,7 m), der Teil des Höhenzugs Schellhorn (max. 761 m) ist.

## Geschichte

### 1845 bis Zweiter Weltkrieg
Bis zur Mitte des 19. Jahrhunderts war das Hoppecketal oberhalb von Gut Gudenhagen bis zur waldeckischen Grenze nicht besiedelt. 1845 wurde von einem Gerbereibesitzer aus Brilon eine Lohmühle gebaut. Von 1847 bis 1850 ließ die Stadt Brilon durch das Hoppecketal die Chaussee von Brilon nach Willingen bauen. Für die Benutzung der Straße erhob sie eine Maut. Die Straße vom Hoppecketal nach Bruchhausen und Elleringhausen wurde im Jahr 1859 fertiggestellt.
Die Entwicklung von Brilon-Wald hängt eng mit dem Bau der Eisenbahn zusammen. 1866 erhielt die Bergisch-Märkische Eisenbahn-Gesellschaft die Konzession zum Bau der Strecke Schwerte–Warburg. Entgegen den Bemühungen der Stadt Brilon entschied sich die Eisenbahngesellschaft gegen eine Streckenführung in der Nähe zur Kernstadt. Es wurde die Führung durch Olsberg und Elleringhausen mit Scheiteltunnel zwischen dem Hab- und Ginsterberg gewählt, da diese eine geringere Steigung und niedrigere Baukosten zur Folge hatte: Somit wurde dort von 1868 bis 1872 der 1393 m lange Elleringhauser Tunnel gebaut. Gleichzeitig entstanden nahe dessen Ostnordostportal im Hoppecketal der Bahnhof Brilon Wald und einige Wohnhäuser, in denen zunächst Bauarbeiter und Pferde untergebracht wurden. Am 6. Januar 1873 nahm die Bahn den Güterverkehr, am 10. Februar den Personenverkehr auf. Die Station im Hoppecketal wurde zunächst Brilon-Corbach benannt.
Die Eisenbahnstrecke in die Kernstadt wurde am 1. Juli 1900 in Betrieb genommen. Da Brilon nun einen eigenen Bahnhof hatte, wurde die Station 1901 in Brilon-Wald umbenannt. Dieser Name wurde für den Ortsteil übernommen. In den Jahren 1913 bis 1919 wurden die Bahnanlagen erweitert, es entstanden ein neues Empfangsgebäude, ein neuer Güterschuppen und ein Lokomotivschuppen. Dafür wurde die Hoppecke nach Osten verlegt. In diese Zeit fällt auch die Inbetriebnahme der Strecke Brilon-Wald-Willingen am 31. Oktober 1914, die seit April 1917 bis Korbach befahrbar ist.
Bereits im Jahr 1880 errichtete die Hüstener Gewerkschaft südlich des Bahnhofs eine Fabrik, in der aus Buchenholz Holzkohle, Holzessig, Holzteer und andere chemische Stoffe hergestellt wurden. Bis nach dem Ersten Weltkrieg wurde die Fabrik ständig vergrößert, zeitweilig waren dort fast 300 Mitarbeiter beschäftigt. Die chemische Fabrik, die inzwischen der Firma „HIAG“ und dann der Degussa gehörte, stand 1932 kurz vor der Schließung. Nur die Beharrlichkeit des damaligen Werksleiters Theophil Reichert hat dies verhindert. 1937 wurden dieser Fabrik weitere Gebäude hinzugefügt.
Südlich der chemischen Fabrik entstand 1905 die Westdeutsche Holzindustrie, eine Fabrik zur Herstellung von Wäscheklammern und Besenstielen. 1923 hatte dieses Unternehmen 200 Mitarbeiter, die Produktion lief in zwei Schichten. Doch schon im Jahr 1925 ging die Firma in Konkurs, und die Gebäude wurden an den Caritasverband der Diözese Münster und an die Landesversicherung Westfalen verkauft, die hier gemeinsam Lungenheilstätten für TBC-kranke Frauen einrichteten. Wegen der guten Auslastung wurde die Klinik um ein großes Haus erweitert, das auf einem Berg östlich von Brilon-Wald gebaut wurde und heute eine Klinik zur Rehabilitation von Suchtkranken beherbergt.
Im Ersten Weltkrieg wurde der Buchenwald im Bereich des heutigen Kirchwegs wegen Holzmangels abgeholzt. In den 1920er Jahren entstanden hier die ersten Wohnhäuser abseits der Korbacher Straße, ferner ein neues Schulgebäude (1924) und die katholische Kirche (1925 bis 1927). Die beiden Gebäude wurden vom Architekten Franz Schneider aus Düsseldorf-Oberkassel entworfen.

### Brilon-Wald in der Zeit des Nationalsozialismus
Im Jahre 1937 verkaufte die Stadtverwaltung das „Alte Forsthaus“ und vier Hektar Umland an die Firma Degussa, die hier Werkswohnhäuser für die Mitarbeiter der chemischen Fabrik bauen wollte. Nach dem Zweiten Weltkrieg verkaufte die Degussa das Land für 50 Pf/m² an ihre Mitarbeiter, und es entstanden 22 Einfamilienhäuser.
Ab November 1944 beschossen alliierte Tiefflieger immer wieder Züge bei Brilon-Wald. Am 16. Februar 1945 beschossen zwei Tiefflieger mit Bordwaffen eine Lokomotive im Bahnhof. Dabei wurde der Heizer getötet und der Lokomotivführer verletzt, während die Lokomotive danach fahruntüchtig war. Am gleichen Tag starb bei einem weiteren Tieffliegerangriff im nahen Eschental ein Lokomotivführer und bei einem solchen am 20. März wurden ein Lokomotivführer und eine Arbeitsmaid des Reichsarbeitsdienstes getötet und mehrere Personen verwundet. Sechs Lokomotiven waren nach diesem Angriff nicht mehr einsatzfähig. Am 28. März wurde das Degussa-Verwaltungsgebäude durch drei Bombenvolltreffer schwer beschädigt. Ein im Bahnhof liegender Flakzug der Wehrmacht verhinderte durch heftiges Abwehrfeuer gezielte Bombenabwürfe auf die Bahnanlagen.
Am 29. März erreichte um 16 Uhr die Angriffsspitze der US-Army mit Panzern auf der heutigen B 251 aus Richtung Willingen das Dorf. Gleichzeitig kreisten US-Flugzeuge über der Ortschaft. Ein deutscher Soldat eröffnete das Feuer auf die US-Kolonne vom Stellwerk aus. Sofort wurde das Feuer auf das Bahngelände und die dortigen Züge eröffnet. Deutsche Soldaten aus Militärzügen und Italiener aus einem Gefangenenzug flohen in die östlich gelegenen Wälder. Munition in getroffenen Güterwagen in Munitionszügen explodierte, so dass naheliegende Gebäude beschädigt wurden und fast alle Scheiben im Dorf durch die Druckwellen zersprangen. Der Durchmarsch der US-Fahrzeuge hielt die Nacht über und am 30. März an, und am selben Tag wurde ein Tank-LKW mit einer Panzerfaust in Brand geschossen. Im nun folgenden kurzen Gefecht wurden drei deutsche und ein US-Soldat getötet. Auch ein Gebäude brannte ab und mehrere wurden beschädigt. Nun wurden Häuser durchsucht. Am 31. März kam es zu einem Angriff vom Volkssturm aus dem Elleringhauser Tunnel. Volkssturmmänner zerstörten mit einer Panzerfaust einen US-Funkwagen. Dabei fiel ein US-Soldat und weitere wurden verwundet. Auch in den nächsten Tagen versuchten Deutsche den durch Brilon-Wald rollenden Nachschub der US-Truppen zu unterbinden. In der Nacht vom 2. auf den 3. April begann US-Artillerie aus Richtung Brilon das Dorf zu beschießen, da sich deutsche Truppen im Dorf festgesetzt hatten. Allein das Degussawerk erhielt dabei neun Volltreffer. Während der Beschießung und der folgenden Kämpfe flohen die Dorfbewohner in die Heilstätte Hohenimberg und in die Wälder. Nachdem das Dorf wieder zurückerobert wurde, setzte am 6. April der Nachschubtransport durchs Tal wieder ein. Vier gefallene Deutsche mussten begraben werden. Am 23. Mai geriet ein Munitionswaggon, der noch von der Wehrmacht stammte, durch ein Feuer, das die Wachmannschaft entzündet hatte, in Brand. Dieser Waggon explodierte und eine Jugendliche wurde durch einen Granatsplitter so schwer verwundet, dass sie später im Briloner Krankenhaus verstarb. Durch ehemalige Kriegsgefangene und Zwangsarbeiter aus Polen und der Sowjetunion kam es in der Zeit nach der Eroberung zu Plünderungen.

### Nach dem Zweiten Weltkrieg

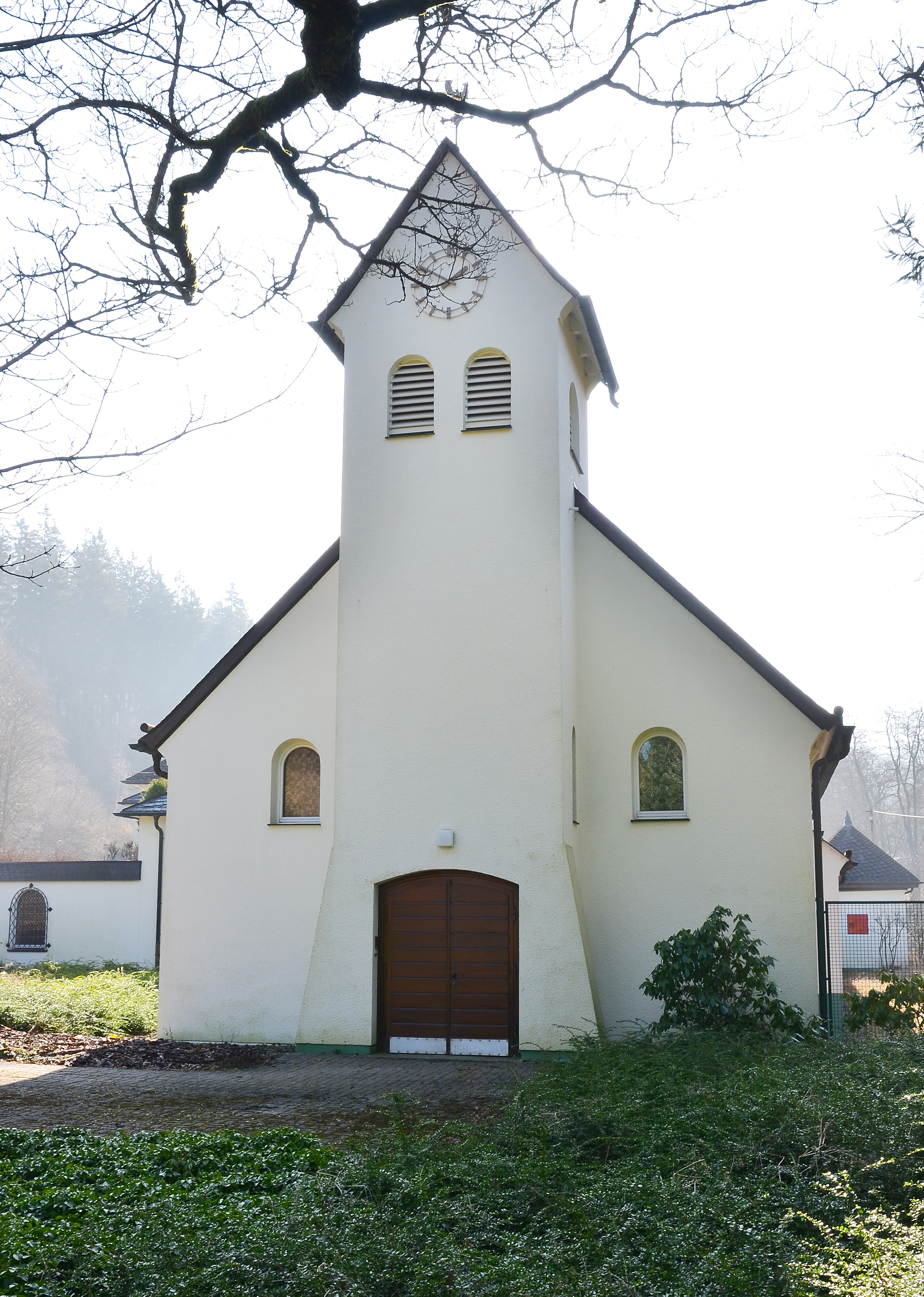
Die Kirche vom ehemaligen Karmelitinnen Kloster St. Josef

In der chemischen Fabrik entstanden noch bis 1986 neue Anlagen. Seit 1928 produzierte man dort auch Aktivkohle, zuletzt als Hauptprodukt des Werkes. Degussa verkaufte am 1. Mai 1988 das Werk in Brilon-Wald an einen anderen Aktivkohlehersteller, die Calgon Carbon Corporation aus Pittsburgh in den USA. Diese Firma gründete das Tochterunternehmen „Chemviron Carbon GmbH“ in Neu-Isenburg, zu dem nun auch das Werk Brilon-Wald gehörte. Diese Gesellschaft stellte 1992 nach 112 Jahren die Fabrikation von Holzkohle in Brilon-Wald ein. Mitte 1995 wurden auch die Produktion von Aktivkohle eingestellt und die letzten 150 Mitarbeiter entlassen. Das Gelände der stillgelegten Chemischen Fabrik und eine Entschädigungssumme von neun Millionen DM gingen in den Besitz des Landes Nordrhein-Westfalen über, das sich im Gegenzug dazu verpflichtete, das Gelände zu sanieren. Bis auf den Essigturm, welcher als Industriedenkmal stehen blieb, und eine kleine Halle wurde das gesamte Werk abgerissen.
Von 1983 bis 2013 bestand eine Niederlassung der Unbeschuhten Karmelitinnen mit dem Karmel St. Josef. Dieser Orden steht der traditionalistischen Priesterbruderschaft St. Pius X. nahe.

## Logo

Logo von Brilon-Wald

Am 4. April 1992 wurde ein eigenes Logo in Wappenform für Brilon-Wald vorgestellt. Die Idee und Gestaltung stammen von Renate Emde aus Brilon-Wald. Das Logo besteht aus den Elementen „Wald“ (oben links), welcher in dieser Form auch auf den Vorstandsuniformen des Heimatschutzvereins wiederzufinden ist, „Hoppecke“ (oben rechts) sowie dem Petersschlüssel (unten), welcher sich auch auf dem Wappen der Kernstadt Brilon befindet.

## Ortsansässige Vereine
- Heimatschutzverein Brilon-Wald e. V. (gegr. 1924)
- Verein zur Förderung der Kinder- und Jugendgemeinschaft in Brilon-Wald e. V. (gegr. 2000)
- Dorfverein Brilon-Wald aktiv e. V. (gegr. 2004)

## Persönlichkeiten
- Michael Klaus (1952–2008), Schriftsteller
- Rolf Kniffka (* 1949), Jurist und war Richter am Bundesgerichtshof
- Peter Kremer (* 1958), Schauspieler
- Edgar Selge (* 1948), Schauspieler